# La Motta

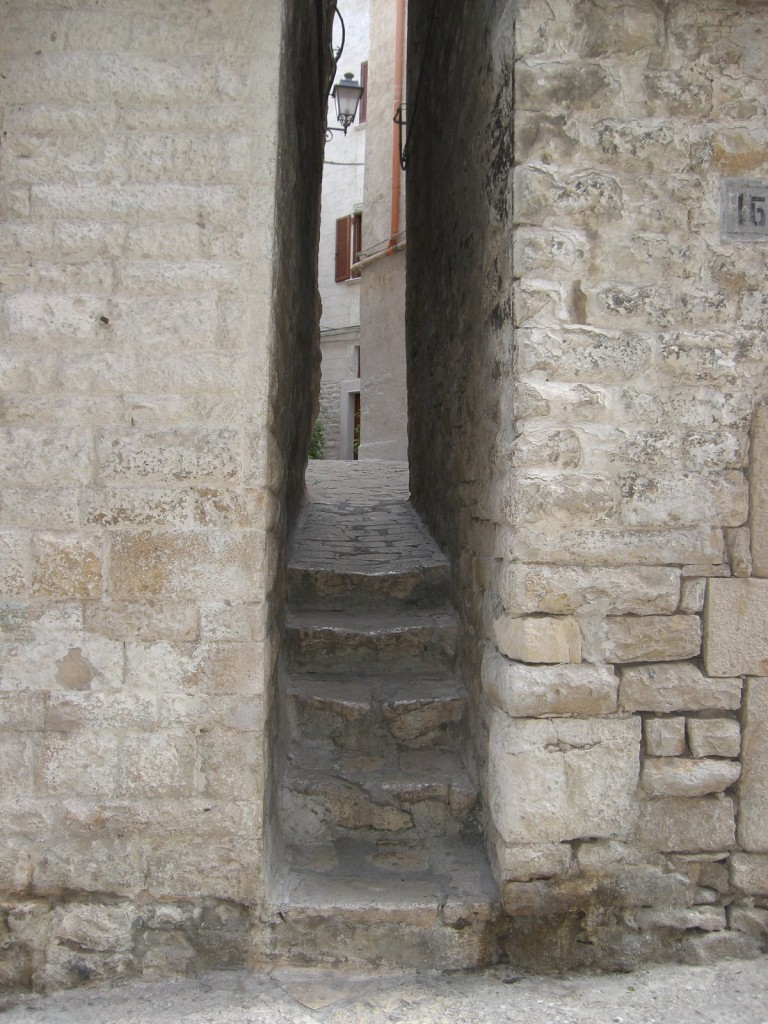
strada a strettoia nei pressi di via la motta

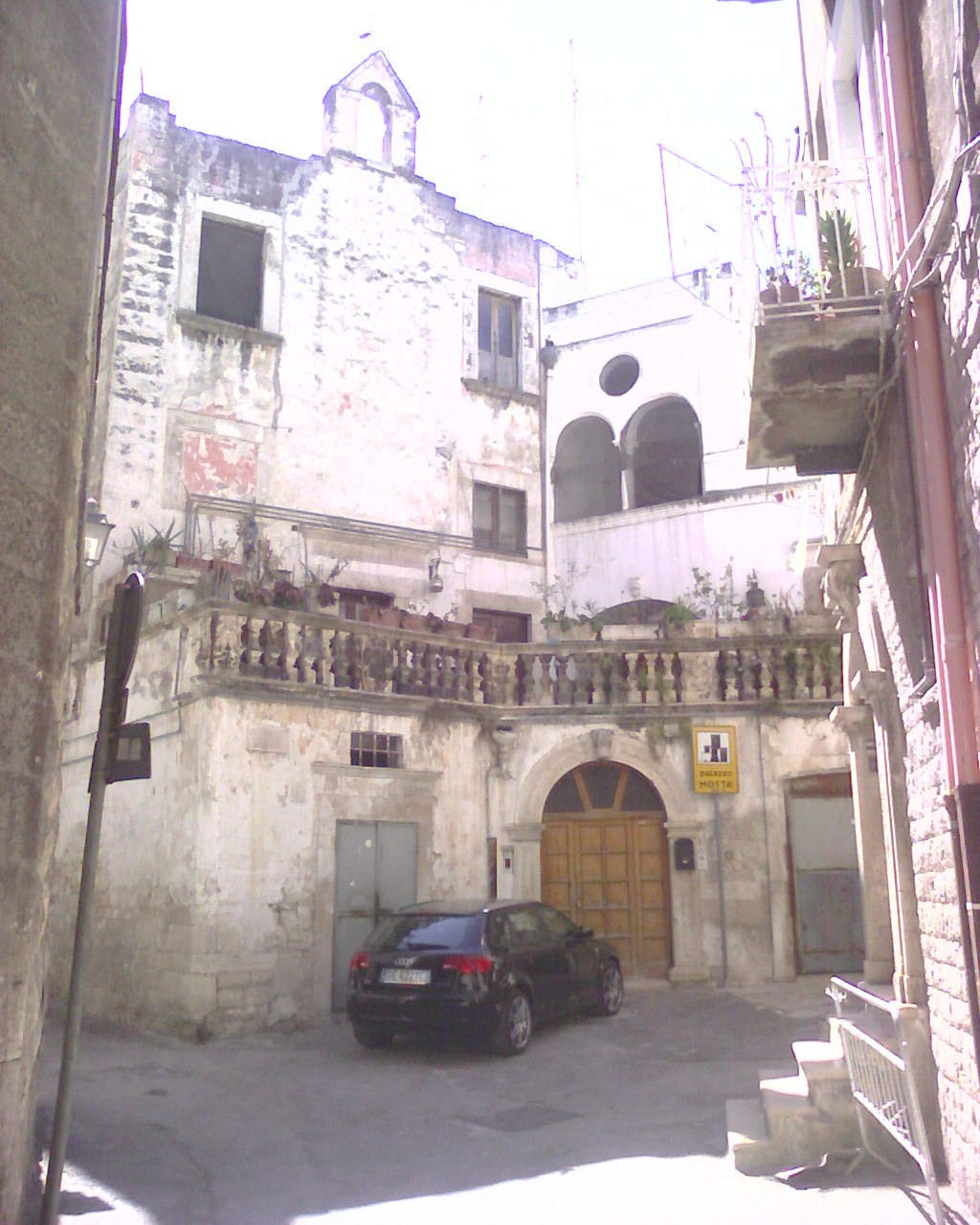
Palazzo Cesena che oggi sorge sull'altura denominata "La Motta"

La Motta era un'antica costruzione di Modugno (BA), con base di forma circolare, posta su una piccola altura, si presume formasse il primo nucleo intorno al quale sarebbe sorta la città di Modugno. Forse, nel VII secolo era una torre longobarda o bizantina per difendere il villaggio di Modugno che sorgeva lungo la via traiana Minuncia, il “Pagus Metùgenus”, dalle incursioni dei Saraceni.
Un'ipotesi poco accreditata sull'etimologia origine del nome della città di Modugno, è legata proprio a quello della Motta. In questo caso "Metu-genus" o "Mottu-genus" significherebbe "sorto sulla motta".
Intorno al 1000, i Normanni costruirono sullo stesso luogo, un castello (“castrum”) che comprendeva il primo borgo abitato e la prima piccola struttura della Chiesa Matrice. Da questo centro si è sviluppato il borgo di Modugno, allargando progressivamente le proprie mura. Rimangono, inoltre, tracce degli ingressi secondari: delle caratteristiche strettoie. Oggi, del nucleo fortificato originale è rimasto poco o nulla, trasformato in abitazioni private, ma è ancora visibile nel pieno centro cittadino la conformazione delle strade che formano un circolo indicando il perimetro dell'antico castrum. Rimangono, inoltre, tracce degli ingressi secondari: delle caratteristiche strettoie.
Sulla piccola altura sorgono tante casupole private e il palazzo storico appartenuto alla famiglia Cesena.
Nella fortezza della Motta è ambientata l'opera di narrativa scritta da Nicola Bozzi e intitolata "La Mora e la Motta". In questa opera di fantasia si descrivono dei cunicoli sotterranei che collegherebbero la fortezza alle grotte di Sant'Angelo che si trovano ben al di fuori del centro abitato di Modugno; tuttavia, questa eventualità è stata smentita dallo speleologo Franco Anelli.